# Piedrabuena
Piedrabuena é um município da Espanha na província de Ciudad Real, comunidade autónoma de Castilla-La Mancha, de área 565 km² com população de 4901 habitantes (2006) e densidade populacional de 8,53 hab/km².

## Demografia
| Variação demográfica do município entre 1991 e 2004 | Variação demográfica do município entre 1991 e 2004 | Variação demográfica do município entre 1991 e 2004 | Variação demográfica do município entre 1991 e 2004 |
| --------------------------------------------------- | --------------------------------------------------- | --------------------------------------------------- | --------------------------------------------------- |
| 1991                                                | 1996                                                | 2001                                                | 2004                                                |
| 5213                                                | 5181                                                | 4671                                                | 4816                                                |